# Iwamotochō
Iwamotochō (岩本町) est un quartier de Chiyoda, Tokyo, Japon. Il se compose de trois chōme. Cet article traite également de Kanda-Iwamotochō (神 田 岩 本 町?). À compter du 1er avril 2007, la population totale des deux districts est de 1 989 personnes.
Le code postal de Iwatochō est 101-0032. Le code postal de Kanda-Iwatochō est 101-0033.